# Крепянка
Крепя́нка — хутор в Мартыновском районе Ростовской области.
Входит в состав Новоселовского сельского поселения.

## География
Расположен на левом берегу реки Сал и на правом берегу Донского магистрального канала.

## История
Основан в конце XIX века как временное поселение Крепянское в юрту калмыцкой станицы Денисовской, относившейся к Сальскому округу Области Войска Донского. Согласно данным первой Всероссийской переписи населения в 1897 году в поселении проживало 218 душ мужского и 233 женского пола. Позднее было отнесено к юрту станицы Батлаевской. Согласно алфавитному списку населенных мест Области войска Донского 1915 года в поселении Крепянском станицы Батлаевской имелось 72 двора, проживало 209 душ мужского и 183 женского пола. 

## Население
| 2010 | 2013 |
| ---- | ---- |
| 25   | ↘12  |

Динамика численности:
| 1897 | 1915 | 1989 |
| ---- | ---- | ---- |
| 451  | 392  | ≈100 |

## Улицы
На хуторе имеется одна улица: Крепянская.